# Christgau’s Record Guide: Rock Albums of the Seventies
«Christgau’s Record Guide: Rock Albums of the Seventies» (с англ. — «Путеводитель по пластинкам Кристгау: рок-альбомы семидесятых») — музыкальный справочник, составленный американским критиком Робертом Кристгау. Впервые опубликован в октябре 1981 года издательством Ticknor and Fields.
В книге собрано примерно 3 000 рецензий и обзоров, написанных автором для колонки «Гид потребителя» газеты The Village Voice в 1970-е годы. Книга охватывает обзоры на альбомы различных музыкальных жанров: рок, хард-рок, хэви-метал, панк-рок, фанк, диско, соул, блюз, кантри, регги. Многие из рецензий Кристгау переписал из-за того, что, по мнению автора, в ранние годы он ещё не развил достаточно свой стиль; также в справочник были включены ранее неизданные материалы. Некоторые обзоры были дополнены эссе автора, чтобы больше рассказать читателю об истории жанров. Использованная Кристгау система оценок — от A-плюс до E-минус — содержала юмористические комментарии автора. Например: «Невозможно понять, зачем кто-то покупает альбомы с рейтингом D. Невозможно понять, зачем кто-то выпускает альбомы с рейтингом D-минус. Невозможно понять, зачем кто-то записывает альбомы с рейтингом E-плюс. Альбомы с рейтингом E часто используются в качестве доказательства того, что Бог не существует».
Обзоры Кристгау основывались на его интересе к эстетическим и политическим аспектам популярной музыки. Он намеревался донести свои убеждения до читателей с помощью коротких развлекательных или провокационных обзоров. Специально для книги он переписал некоторые из своих ранних рецензий, придав им более зрелый характер. Активная подготовка к публикации книги шла между 1979 и 1980 годами. Из-за этого его интерес к современной музыке был ненадолго ослаблен и критик не имел никакого представления о выходящих в то время новых записях. Полное погружение в работу привело к тому, что он едва не разорвал отношения с Каролой Диббел, журналистом и по совместительству редактором книги, отложив свадьбу и совместные попытки преодолеть бесплодие. Их недолгая разлука прервалась после выхода книги, в предисловии к которой Кристгау признался возлюбленной, что никогда более не повторит подобную ошибку.
Справочник был позитивно воспринят критиками и заслужил похвалу за обширную дискографию, а также яркий стиль изложения Кристгау. Рецензенты отмечали категоричность автора, аналитические комментарии и лаконичную форму подачи материала. Издание стало одним из ведущих сборников рецензий того времен, получив широкую популярность в библиотеках в качестве источника информации о современной музыке и авторитетного справочника, который использовали коллеги-критики, коллекционеры пластинок и музыкальных журналов. Он оказал большое влияние на разработку стандартов оценки музыки, а также был включён в экспертные списки лучшей литературы, посвящённой поп-музыке.
Справочник несколько раз переиздавался в виде книги, а позже был полностью опубликован на сайте Кристгау. Кроме того, позднее были выпущены аналогичные книги, посвящённые музыке 1980-х и 1990-х годов.